# Koikküla
Koikküla är en ort i Estland. Den ligger i Taheva kommun och landskapet Valgamaa, i den södra delen av landet, 210 km söder om huvudstaden Tallinn. Koikküla ligger 90 meter över havet och antalet invånare är 232.
Terrängen runt Koikküla är platt. Runt Koikküla är det mycket glesbefolkat, med 4 invånare per kvadratkilometer. Närmaste större samhälle är Valka, 17,0 km nordväst om Koikküla. I omgivningarna runt Koikküla växer i huvudsak blandskog.